# Arroyo Seco, Aporo
Arroyo Seco är en ort i Mexiko.   Den ligger i kommunen Aporo och delstaten Michoacán de Ocampo, i den södra delen av landet, 130 km väster om huvudstaden Mexico City. Arroyo Seco ligger 2 363 meter över havet och antalet invånare är 195.
Terrängen runt Arroyo Seco är huvudsakligen kuperad, men österut är den bergig. Runt Arroyo Seco är det ganska tätbefolkat, med 96 invånare per kvadratkilometer. Närmaste större samhälle är Ciudad Hidalgo, 18,9 km väster om Arroyo Seco. I omgivningarna runt Arroyo Seco växer i huvudsak blandskog.